# Océano y Tetis

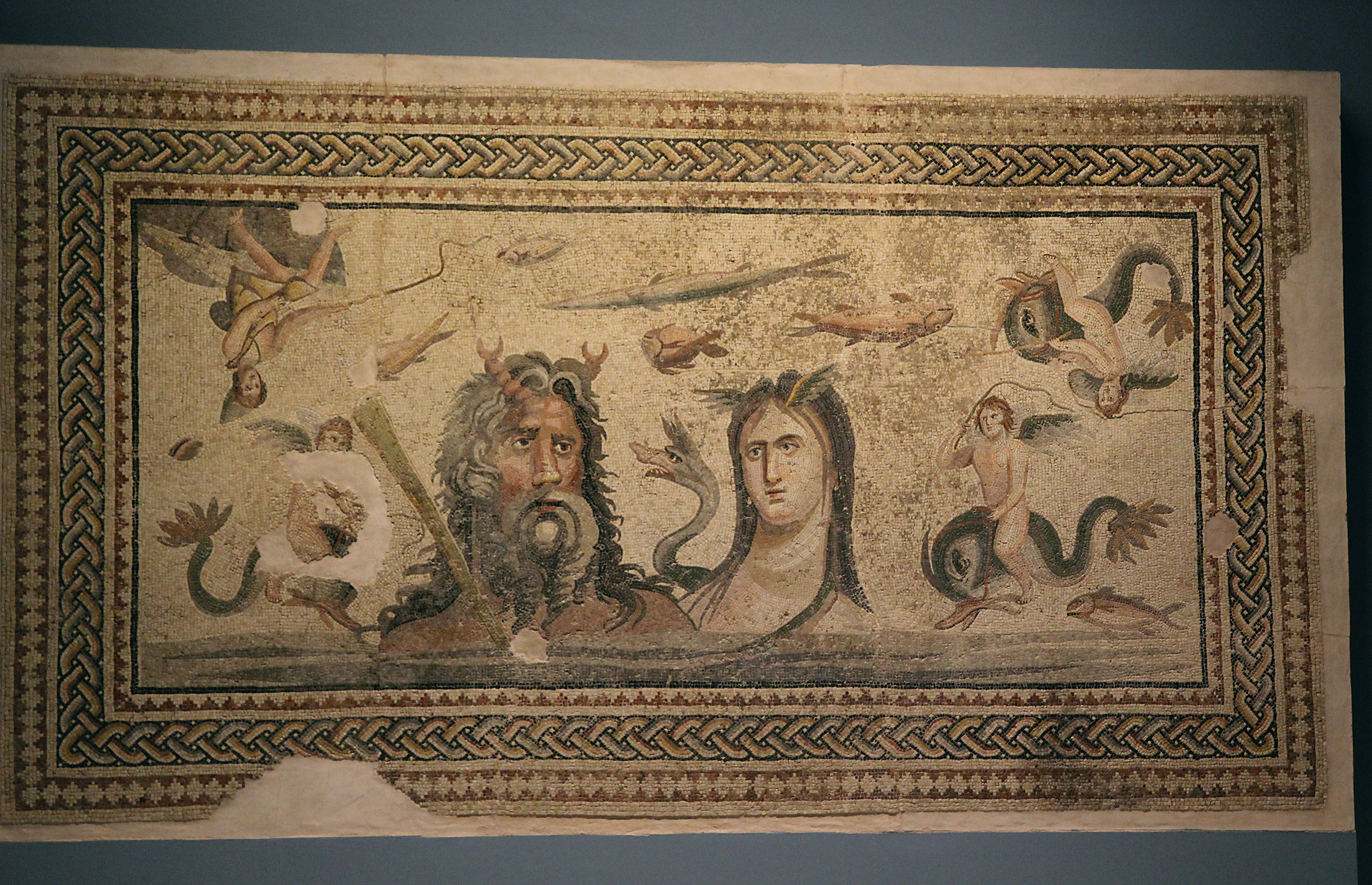
Detalle central del mosaico de Zeugma: Océano y Tetis. Siglo III. Museo Arqueológico de Gaziantep.

Océano y Tetis es un mosaico del siglo III procedente de los yacimientos romanos en torno a la antigua ciudad griega de Zeugma, ubicada en la actual Turquía. Formaron parte de los restos de villas romanas destruidas por las invasiones y un terremoto.
En concreto, el mosaico procede de una piscina de la casa de Poseidón, una de las villas posteriormente inundadas por la construcción de la presa de Birecik en el año 2000.
Su composición refleja el mito homérico del origen del mundo y Turquía ha emitido un sello con este motivo.
En la imagen se aprecia a Océano, la corriente que envuelve al mundo y Tetis, la madre de todos los hijos de este, de quienes se originaron todas las criaturas vivientes.
Tetis es modelo recurrente en el arte musivario romano, como puede contemplarse en el mosaico romano de Tetis de la ciudad siria de Shahba, del siglo IV.
El mosaico puede contemplarse en el Museo de Mosaicos de Zeugma, en la ciudad turca de Gaziantep.